# 모바일 뱅킹
모바일 뱅킹(영어: mobile banking)은 인터넷 접속이 가능한 스마트폰과 태블릿 등 모바일기기를 사용하여 직접 은행에 갈 필요없이 어디서든 은행 업무를 할 수 있게 도와주는 서비스를 말한다.
각 통신사마다 모바일뱅킹 서비스를 제공하고 있으며, 통신사마다 접속방법은 다소 차이가 있다.

## 같이 보기
- 모바일 뱅킹 사용률에 따른 나라 목록
- 텔레뱅킹
- 인터넷 뱅킹